# Гриліцький Дмитро Володимирович
Гриліцький Дмитро Володимирович (4 листопада 1924 — 20 жовтня 2020) — доктор технічних наук, професор. Заслужений працівник вищої школи УРСР. Декан факультету прикладної математики і механіки Львівського національного університету ім. І.Франка (1976 р. — 1987 р.). Завідувач кафедри теорії пружності і пластичності (1967 р. — 1992 р.), завідувач кафедри механіки (1967 р. — 1992 р.).

## Дитинство та юність
Народився Дмитро Володимирович 4 листопада 1924 року в українській селянській сім'ї села Старики (смт Білогір'я) Білогірського району на Хмельниччині. Від 1932 до 1941 року навчався у Білогірській середній школі. Юнаком під час війни працював на залізничній колії та воював у партизанському загоні, звільнюючи від німецьких загарбників своє рідне село в складі загону імені Михайлова. Був свідком багатьох суспільно-політичних перетворень та процесів — трагічних для нашого народу, таких як: розкуркулювання, колективізація, голодомор, війна.
Після завершення в Україні бойових дій у 1944 р. поступив на Тернопільщині до Кременецького учительського інституту, фізико-математичний факультет якого закінчив у 1946 р. Після цього розпочав навчання на фізико-математичному факультеті Львівського державного університету ім. І.Франка. Через п'ять років у 1951 р., отримавши університетський фах механіка, поступив у аспірантуру до тогочасного ректора та завідувача кафедри теорії пружності академіка Гурія Миколайовича Савіна за спеціальністю «теорія пружності». Наполеглива праця і життєвий гарт дозволили вже 17 травня 1954 р. подати до захисту кандидатську дисертацію «Деякі контактні задачі плоскої теорії пружності анізотропних середовищ» та її достроково 24 червня успішно захистити. Опонентами виступили тоді актуальний завідувач кафедри теорії пружності д. ф.-м. н., проф. М. П. Шереметьєв та к.ф.-м.н., доц. О. С. Парасюк — майбутній український академік.

## Життєвий та науковий шлях
Ще навчаючись на другому і третьому році аспірантури, Дмитро Володимирович вже працював сумісником на 0,5 ставки асистента кафедри математичного аналізу. Після захисту дисертації з 1 вересня 1954 розпочав працю на посаді доцента кафедри теорії пружності. У вересні наступного року його обрали за конкурсом на посаду доцента утвореної знову кафедри механіки і вже 8 жовтня 1955 ВАК СРСР затвердив у вченому званні доцента кафедри механіки. У той час Дмитро Володимирович Гриліцький був вже досвідченим педагогом, за плечима якого були прочитані загальні курси математичного аналізу, вищої математики, теоретичної механіки, теорії пружності, опору матеріалів, спеціальні курси «контактні задачі», «теорія стійкості пружних систем», «контактна задача пружності і термопружності», «плоска задача теорії пружності».
20 квітня 1962 р. для підготовки докторської дисертації Дмитро Володимирович перейшов на посаду старшого наукового співробітника. За розпорядженням заступника міністра ВССО УРСР з 15 лютого 1964 р. стає старшим науковим співробітником новоутвореної кафедри загальної механіки та гідромеханіки, якою завідував тоді д.т. н.., доц. Н. П. Флейшман.
Після повернення 21 квітня 1964 р. до викладацької праці на кафедрі загальної механіки та гідромеханіки, 10 червня 1964 р. обраний за конкурсом доцентом цієї кафедри. 16 лютого 1965 р. у Києві на раді Інституту механіки АН УРСР Дмитро Володимирович захистив дисертацію на здобуття наукового ступеня доктора технічних наук «Застосування інтегральних рівнянь до розв'язування деяких контактних задач теорії пружності». 30 листопада 1966 року Вчена рада університету затвердила д.т. н., доц. Д. В. Гриліцького на посаді професора кафедри теорії пружності і пластичності і 6 лютого 1967 року-на посаді її завідувача. 23 грудня цього ж року Дмитро Володимирович одержав вчене звання професора. Повних 25 років завідував Дмитро Володимирович спочатку кафедрою теорії пружності і пластичності, а потім кафедрою механіки, яка втретє відродилася в університеті на місці кафедри теорії пружності і пластичності 13 червня 1970 р. 29 грудня 1976 р. Вчена рада університету обрала професора Д. В. Гриліцького деканом факультету прикладної математики і механіки, який він, залишаючись завідувачем кафедри механіки, очолював до свого звільнення з посади декана за власним бажанням 6 липня 1987 р.
Усі ці роки Дмитро Володимирович навчав студентів та аспірантів, писав наукові праці, виступав на наукових конференціях, рецензував наукові статті і книги, опонував кандидатські і докторські дисертації, керував Вченою Радою з присудження наукових ступенів кандидата і доктора фізико-математичних наук, очолював і засідав у звичайних та спеціалізованих вчених радах, багатьох редакційних колегіях, був відповідальним редактором факультетського видання «Вісника ЛДУ». Видрукувано 213 наукових праць і навчальних посібників, у тому числі дві монографії, чотири монографії-посібники за підсумками дисертацій окремих своїх учнів. Під керівництвом Д. В. Гриліцького захистили кандидатські дисертації 26 аспірантів та здобувачів. Указом ВР УРСР від 5.09.86 Дмитру Володимировичу Гриліцькому присвоєне звання «Заслуженого працівника вищої школи УРСР». У 1987 році результати спільних наукових робіт проф. О. Є. Андрейківа, проф. Д. В. Гриліцького та проф. Г. С. Кіта були відзначені Республіканською премією АН УРСР з механіки ім. О. М. Динника. Нагороджений Грамотою Мінвузу УРСР «За успіхи у підготовці спеціалістів і розвитку науки», значком Мінвузу СРСР «За відмінні успіхи у роботі вищої освіти СРСР», Почесною Грамотою Мінвузу СРСР «За багаторічну плідну науково-педагогічну діяльність по підготовці висококваліфікованих спеціалістів», занесений у «Книгу Трудової слави Львівського університету». За участь у бойових діях нагороджений орденом Великої вітчизняної війни 2-го ступеня та медалями. 9 березня 1995 проф. Д. В. Гриліцького обрано дійсним членом Наукового Товариства ім. Шевченка (комісія механіки). Дмитро Володимирович доктор технічних наук, професор, є відомим спеціалістом у галузі механіки деформівного твердого тіла, зокрема таких важливих її напрямів, як теорія пружності і термопружності, концентрація напружень біля тріщин і тонких неоднорідностей, контактні задачі пружності і термопружності, гідроакустика, трибологія (контактна взаємодія тіл з урахуванням тепловиділення та спрацьовування).

## Наукова діяльність
Змістом досліджень кандидатської дисертації «Деякі контактні задачі плоскої теорії пружності анізотропних середовищ», ініційованих академіком Г. М. Савіним, були плоскі задачі контактної взаємодії анізотропних тіл з урахуванням та без урахування дії сил тертя та тиску жорсткого циліндра на поверхню кругового отвору в анізотропному тілі. Усі чотири праці, що склали основу дисертації, були опубліковані у Доповідях Академії наук. Важливим було отримання фундаментальних розв'язків щодо зосереджених сил та моментів для безмежної анізотропної пластинки з еліптичним отвором чи абсолютно жорстким включенням. Ці задачі логічно вивели на розв'язування відповідних змішаних задач та задач з пружним ядром. Отримані результати склали основу докторської дисертації у 1964 р. Ці та багато інших досліджень Д. В. Гриліцького знайшли відображення у другому виданні монографії Г. М. Савіна «Концентрация напряжений около отверстий», що вийшло у 1968 р. Під впливом Д. В. Гриліцького цю тематику потім підхопили Б. І. Попович, І. М. Осів, Р. І. Мокрик.
Цікавився проф. Д. В. Гриліцький також задачами кручення пружних тіл. Ще у 1957 р. дослідив кручення анізотропних валів змінного перерізу. Пізніше розглянув кручення пружного шару, двошарового пружного середовища, стрижня з півпростором. У семидесятих роках потреби практики привернули увагу львівських механіків до вивчення просторових осесиметричних контактних задач теорії пружності і термопружності. Частина отриманих матеріалів знайшла своє відображення у монографії Д. В. Гриліцького та Я. М. Кізими «Осесиметричні контактні задачі теорії пружності і термопружності» (рос. мовою, 1981).
З 1960 р. розпочалося зацікавлення цією тематикою, спричинене виконанням госпдоговірної тематики «Дослідження міцності кінескопів». У цьому напрямі Д.В .Гриліцький співпрацював з М. П. Шереметьєвим, з яким вивчив пружну рівновагу прямокутної в плані пологої шарнірно опертої оболонки. Згин кусково-однорідних пластин вивчався сумісно з Р. М. Луцишиним.
Під впливом досліджень Г. М. Савіна у 1962 р. Д. В. Гриліцький публікує розв'язок основних граничних задач теорії пружності для безмежної ізотропної пластини з тріщиною на межі поділу матеріалів пластинки і кругової шайби. Через 4 роки виходить з друку дуже важлива праця, що стосується пружної рівноваги неоднорідної пластинки з розрізами. Ці результати як фундаментальні теж увійшли до докторської дисертації Д. В. Гриліцького. У 1969 р. разом з Р. М. Луцишиним уперше було поставлено і розв'язано задачу для анізотропної пластини з впаяним круглим ізотропним ядром, коли на лінії спаю є декілька розрізів.
Переважна більшість задач теорії тріщин розв'язується із замовчуваним допущенням, що під час навантажування тіла з тріщиною її береги не контактують. Якщо для прямолінійних тріщин така гіпотеза може і не викликати заперечень, коли обмежуватися лише певними способами навантажування, то вже у випадку викривлених тріщин важко собі уявити таке навантаження, яке б не спричинило контакту її берегів. Тому переважна більшість дослідників досі хоча й вважає тріщину математичним розрізом, однак мовчазно припускає його наближеною моделлю щілини з певною відстанню між берегами. Ця відстань повинна бути достатньою для недопущення механічного контакту між берегами щілини. Безперечно, що бажання уточнити модель тріщини спричинилося до постановки контактної задачі теорії тріщин. У 1968 р. Д. В. Гриліцький та Р. М. Луцишин вперше поставили та розв'язали відповідну плоску задачу повного гладкого контакту для розрізу уздовж дуги кола в ізотропній площині під впливом однорідного поля напружень на нескінченності. Подальші дослідження Р. М. Луцишина стосувалися часткового контакту біля вершин тріщини (1970) та двох тріщин за повного контакту, двох дугових тріщин на одному колі (1970) а також згину балки з коловою тріщиною. Результати цих досліджень були викладені у кандидатській дисертації Р. М. Луцишина і узагальнені у монографії: Д. В. Гриліцький, Р. М. Луцишин «Напруження в пластинках з коловою лінією розмежування граничних умов».
Внаслідок великої складності побудови аналітичних розв'язків задач теорії тріщин для тіл скінченного розміру особливої уваги заслуговує застосування експериментальних методів до визначення коефіцієнтів концентрації та інтенсивності напружень. Під керівництвом Д. В. Гриліцького на кафедрі механіки розвивалися теоретико-експериментальні методи визначення концентрації напружень. Перші кроки у цьому напрямі робили О. І. Думанський та Ю. І. Сорокатий. Застосування методу фотопружності до визначення КІН започаткував Ю. І. Сорокатий у семидесятих роках. Він удосконалив існуючі методики та домігся можливості застосування у дослідах двочленних асимптотик. Вперше у колишньому Радянському Союзі почалися дослідження у застосуванні до визначення КІН методу каустик, отриманих лазерним освітленням. Спочатку досліди виконувалися на моделях з оптично активного матеріалу. Потім настала стадія застосування методу до натурних конструкцій з використанням каустик, породжених відбитим від западини поблизу вістря тріщини лазерним промінням.
За ініціативою Д. В. Гриліцького наприкінці шестидесятих років на кафедрі розпочинаються дослідження тонких неоднорідностей у плоских задачах теорії тріщин. У 1972 р. виходить його перша праця разом з
Г. Т. Сулимом, яка започатковує розвиток методу функцій стрибка у таких задачах, де тонке включення можна також розглядати як щілину, заповнену чужорідним матеріалом. Внаслідок цього вперше була отримана можливість отримати із загальних позицій розв'язки задач теорії тріщин і абсолютно жорстких включень як окремі часткові випадки. У 1974 р. Г. Т. Сулимом була захищена кандидатська дисертація у цьому напрямку. У 1979 р. опублікована праця Д. В. Гриліцького, М. С. Драгана і В. К. Опанасовича, що започатковує застосування методу лінійного розвинення потенціалів у задачах для тонких включень.
Загалом дослідження тонкостінних включень стосувалися плоских задач для ізотропних та анізотропних однорідних та кусково-однорідних матеріалів, задач теплопровідності та поздовжнього зсуву, задач термопружності.
Перша половина сімдесятих років позначилася на кафедрі великим зацікавленням тематикою гідроакустики. Для розвитку цього наукового напряму було отримано великий господарський договір, який дозволив залучити до роботи на професійній основі багато науковців, зокрема й недавніх випускників кафедри. Керівником договору був Д. В. Гриліцький. Почав роботу окремий науковий семінар з розглядуваного напряму, який для кафедри був цілком новим. Вже з 1978 р. почали виходити у світ праці з питань розсіяння звукових імпульсів на акустично-м'яких, жорстких та пружних тілах. Досліджувалося також випромінювання звукових хвиль порожнистою та заповненою акустичним середовищем пружною сферою, сферичною оболонкою.
Динамічні задачі теорії пружності є складнішими від аналогічних задач гідроакустики, у яких можна виділяти як усталені, так і суто нестаціонарні процеси. У пружній динаміці Д. В. Гриліцького зацікавила загальнотеоретична проблема виділення з множини формально можливих розв'язків фізично реальних. З цього погляду разом з Р. І. Мокриком та
В. П. Бараном (Левицьким) вивчався головно принцип причинності та умови випромінювання.
Контактні задачі з урахуванням тепловиділення та стирання.
Під час наукового стажування у МДУ у половині восьмидесятих років Д. В. Гриліцький зацікавився контактними задачами з урахуванням тепловиділення та стирання, які мають велике практичне значення і становлять теоретичний фундамент трибології. Першою роботою в цьому напрямі була задача тертя з тепловиділенням для пружних циліндричних тіл (1985), розв'язана разом з В. П. Бараном та О. О. Євтушенком. Складними виявилися термопружні контактні задачі для двошарових систем з нестаціонарним фрикційним теплоутворенням, досліджені разом із П. П. Краснюком. Нові та важливі результати в цій галузі отримані разом із В. Й. Пауком, Р. Д. Кульчицьким-Жигайло, Р. В. Юринцем, Ю. І. Мандзиком. Частина з отриманих у цьому напрямі результатів відображена у монографії Д. В. Гриліцького «Термопружні контактні задачі в трибології».